# Челси (отель)
Отель «Челси» (Hotel Chelsea) — один из самых знаменитых отелей Нью-Йорка. Расположен на 23-й улице между Седьмой и Восьмой авеню в манхэттенском квартале Челси. 
Это 13-этажное здание из тёмно-красного кирпича было построено в 1884 году и до 1905 года эксплуатировалось жилищным кооперативом. В 1977 году отель первым в Нью-Йорке вошёл в Национальный реестр исторических мест США.
Хотя всемирную славу «Челси» принесли постоянные обитатели из числа богемы, нынешняя администрация отеля ограничивает пребывание в гостинице 24 сутками. 
На Каннском кинофестивале 2008 года состоялась премьера документальной ленты Абеля Феррары о гостинице «Челси» и её постояльцах.

## Известные постояльцы
- В номерах отеля останавливались Марк Твен, О. Генри, Диего Ривера с Фридой Кало, Жан Поль Сартр, Эдит Пиаф.
- В силу близости доков основными клиентами отеля после открытия были желавшие поразвлечься с девушками моряки, и именно здесь в 1912 году поселили выживших пассажиров «Титаника».
- Поэту Дилану Томасу стало плохо в номере 205 после того, как он принял 18 порций виски; он был доставлен в больницу и умер. Здесь же отравился Чарльз Джэксон, автор бестселлера «Потерянный уикэнд».
- Джек Керуак сочинил «битниковскую библию» «На дороге» на 36-метровом рулоне бумаги в гостинице «Челси». Роман Артура Кларка «Космическая одиссея» также был написан во время его проживания в гостинице.
- «Девушки из „Челси“» — экспериментальный фильм Энди Уорхола, снимавшийся в отеле. В фильме звучит песня Нико Chelsea Girl. Так назывался и первый сольный альбом певицы.
- Среди многочисленных песен, в которых фигурирует гостиница, — «Chelsea Hotel #2» (баллада Леонарда Коэна о том, как в гостиничном номере он занимался любовью с Дженис Джоплин) и «Chelsea Morning» (песня Джони Митчелл 1969 года, которую также исполняла Джуди Коллинз).
- В номерах отеля развивались романтические отношения Боба Дилана и Эди Седжвик, Сида Вишеса и Нэнси Спанджен.
- После эмиграции из Чехословакии в этом отеле поселился режиссёр Милош Форман.
- До самой смерти в возрасте 112 лет в отеле проживал старейший в США художник Эльфаус Коул.
- В отеле жил и работал польско-израильско-американский художник-постэкспрессионист Пинхас Бурштейн, известный под псевдонимом Марьян.

### Бит-поколение
Пик богемной славы гостиницы пришёлся на 1960-е годы, когда она стала подлинным рассадником радикализма в искусстве:

Здесь прозябал один из главных ирландских драматургов Брендан Биэн, по совместительству боевик ИРА, в 1940-х годах сидевший за хранение взрывчатки и стрельбу по полицейским. Здесь была почти штаб-квартира битников: Аллен Гинзберг, Грегори Корсо, Чарльз Буковски, гениальный рисовальщик циничных комиксов типа «Кота Фрица» Роберт Крамб, грабитель, писатель и наркоман Херберт Ханки, прототип героя романа «Джанки», написанного другим гражданином «Челси» — Уильямом Берроузом. Битников сменили рок-радикалы: Джими Хендрикс, Grateful Dead, затем панк-поколение — начиная с пионеров Патти Смит и Ди Ди Рамона.— Михаил Трофименков
В 1970-е годы Андрей Вознесенский называл «Челси» антибуржуазным, «самым несуразным в мире» отелем:

Он похож на огромный вокзал десятых годов, с чугунными решётками галерей — даже, кажется, угольной гарью попахивает. Впрочем, может, это тянет сладковатым запретным дымком из комнат. Здесь вечно ломаются лифты, здесь мало челяди и бытовых удобств, но именно за это здесь платят деньги. Это стиль жизни целого общественного строя людей, озабоченных социальным переустройством мира. В лифте поднимаются к себе режиссёры подпольного кино, звёзды протеста, бритый под ноль бакунинец в мотоциклетной куртке, мулатки в брюках из золотого позумента, надетых на голое тело. На их пальцах зажигаются изумруды, будто незанятые такси.